# Mighty ReArranger
Mighty ReArranger osmi je studijski album britanskog glazbenika i pjevača, Roberta Planta, kojeg 2005. godine objavljuje diskografska kuća Sanctuary Records.
Ovo je Plantov drugi studijski album kojeg snima sa svojim pratećim sastavom Strange Sensation. Mighty ReArranger sadrži mješavinu svjetske i western glazbe, s kojom se pomalo cinično obraća religiji i sudbini. Album također sadrži snažnu političku skladbu "Freedom Fries". Prvi najavni singl bila je skladba "Shine It All Around". Na posebnim Best Buy izdanjima nalazi se 44 minutni intervju s Plantom i Nigelom Williamsonom.
Album je 2005. godine bio nominiran za dvije nagrade Grammy, a nanovo je objavljen 20. ožujka 2007. godine u box setu pod nazivom Nine Lives.

## Popis pjesama
1. "Another Tribe" - 3:17
2. "Shine It All Around" - 4:03
3. "Freedom Fries" - 2:53
4. "Tin Pan Valley" - 3:47
5. "All the King's Horses" - 4:20
6. "The Enchanter" - 5:27
7. "Takamba" - 4:06
8. "Dancing in Heaven" - 4:26
9. "Somebody Knocking" - 3:47
10. "Let the Four Winds Blow" - 4:52
11. "Mighty ReArranger" - 4:25
12. "Brother Ray" - 1:12
13. "Shine It All Around (remks)", skrivena snimka

### Bonus disk
Album Mighty ReArranger prodavao se u Francuskojzajedno s bonus diskom na kojemu se nalaze uživo skladbe, snimljene u studiju 104 u Parizu 9. lipnja 2005.g.
1. "Shine It All Around"
2. "Black Dog"
3. "Freedom Fries"
4. "When the Levee Breaks"
5. "All the King's Horses"
6. "Takamba"
7. "Tin Pan Valley"
8. "The Maid Freed from the Gallows"
9. "The Enchanter"
10. "Whole Lotta Love"

Sastav je također snimio i skladbe "Another Tribe", "Morning Dew", "Babe I'm Gonna Leave You" i "Mighty ReArranger".

### Bonus skladbe na reizdanju iz 2007.
- "Red, White and Blue"
- "All the Money in the World"
- "Shine It All Around (Remiks)"
- "Tin Pan Valley (Remiks)"
- "The Enchanter (UNKLE Reconstruction)"

## Vanjske poveznice
- Službene stranice Roberta Planta
- Rockfield studio
- Allmusic.com[neaktivna poveznica] - Recenzija albuma